# Rio Riachão
O rio Riachão é um curso de água do estado de Minas Gerais, Região Sudeste do Brasil. Sua sub-bacia possui uma área total de 1 130 km² e pertence à bacia do rio Pacuí, que é afluente do rio São Francisco pela margem direita. Nasce na lagoa Tiririca, no município de Montes Claros, e se estende pelos municípios de Mirabela, Coração de Jesus e Brasília de Minas, percorrendo um trecho de 96 km, com vários afluentes intermitentes e alguns perenes.
Já houve dois registros de seca no rio: um em 1995 e o outro em 2002, sendo que neste último ano citado a população sem água para consumo humano e animal numa extensão de 70 km.